# Frederik Elsner
Frederik Kjærholm Elsner (* 24. Juli 1986 in Nanortalik) ist ein grönländischer Badmintonspieler und Musiker. 

## Badmintonkarriere
Frederik Elsner gewann in Grönland einen Juniorentitel, bevor er 2005 erstmals bei den Erwachsenen erfolgreich war. Weitere Titelgewinne folgten in jährlichem Rhythmus bis 2011. 2009 siegte er bei den Island Games.

### Sportliche Erfolge
| Veranstaltung                              | Disziplin    | Platz | Name                                    |
| ------------------------------------------ | ------------ | ----- | --------------------------------------- |
| Grönländische Juniorenmeisterschaften 2003 | Mixed        | 1     | Frederik Elsner / Aviaaja Josvassen     |
| Grönländische Meisterschaft 2005           | Herreneinzel | 1     | Frederik Elsner                         |
| Grönländische Meisterschaft 2006           | Herreneinzel | 1     | Frederik Elsner                         |
| Grönländische Meisterschaft 2007           | Herrendoppel | 1     | Frederik Elsner / Eigil Bay Johansen    |
| Grönländische Meisterschaft 2008           | Herrendoppel | 1     | Frederik Elsner / Mininnguaq Kleist     |
| Grönländische Meisterschaft 2009           | Herrendoppel | 1     | Frederik Elsner / Mininnguaq Kleist     |
| Island Games 2009                          | Herreneinzel | 1     | Frederik Elsner                         |
| Island Games 2009                          | Herrendoppel | 2     | Frederik Elsner / Mininnguaq Kleist     |
| Grönländische Meisterschaft 2010           | Herrendoppel | 1     | Frederik Elsner / Mininnguaq Kleist     |
| Grönländische Meisterschaft 2011           | Herreneinzel | 1     | Frederik Elsner                         |
| Grönländische Meisterschaft 2011           | Herrendoppel | 1     | Frederik Elsner / Mininnguaq Kleist     |
| Grönländische Meisterschaft 2012           | Herreneinzel | 1     | Frederik Elsner                         |
| Grönländische Meisterschaft 2012           | Herrendoppel | 1     | Frederik Elsner / Mininnguaq Kleist     |
| Grönländische Meisterschaft 2016           | Herreneinzel | 1     | Frederik Elsner                         |
| Grönländische Meisterschaft 2016           | Herrendoppel | 1     | Frederik Elsner / Jens Frederik Nielsen |
| Grönländische Meisterschaft 2016           | Mixed        | 1     | Frederik Elsner / Susanne Wahlbom       |
| Grönländische Meisterschaft 2017           | Herrendoppel | 1     | Frederik Elsner / Jens Frederik Nielsen |
| Grönländische Meisterschaft 2018           | Herrendoppel | 1     | Frederik Elsner / Jens Frederik Nielsen |
| Grönländische Meisterschaft 2019           | Herrendoppel | 1     | Frederik Elsner / Jens Frederik Nielsen |
| Grönländische Meisterschaft 2019           | Mixed        | 1     | Frederik Elsner / Nina Høegh Møller     |
| Island Games 2019                          | Teams        | 1     | Grönland                                |

## Musikkarriere
Frederik Elsner gründete 2005 zusammen mit seinem Bruder Christian die Band Nanook, die eine der erfolgreichsten des Landes ist. Nebenbei startete Elsner 2016 auch eine Solokarriere, bei der er unter dem Pseudonym F auftritt. 2017 veröffentlichte er sein Debütalbum Katassinnaanngisaq („Das Unverlierbare“). 2020 erschien das zweite Soloalbum Sikiinnarpugut („Wir bücken uns nur“).